# Cerro Grande (Oaxaca)
Cerro Grande es una población del estado mexicano de Oaxaca, localizada en el istmo de Tehuantepec y en el municipio de San Francisco Ixhuatán.

## Ubicación
Se localiza en la parte sureste del municipio, en los límites municipales de Ixhuatán y San Francisco del Mar, a 12 km en dirección sur de la cabecera municipal, sobre una brecha carretera, misma en donde se ubican Río Viejo, Santa Rita y Puerto Grande. En las Coordenadas geográficas 16°16′21″N 94°32′0″O / 16.27250, -94.53333.